# Võ Văn Ba
Võ Văn Ba (1923 – 8 tháng 6 năm 1975), tên thường gọi là Năm Huỳnh, là điệp viên Việt Nam Cộng hòa và CIA trong Chiến tranh Việt Nam.

## Tiểu sử

### Thân thế
Võ Văn Ba sinh năm 1923 tại tỉnh Long An, Nam Kỳ, Liên bang Đông Dương, thời Việt Nam Cộng hòa thuộc tỉnh Kiến Tường.

### Sự nghiệp
Ban đầu, Võ Văn Ba gia nhập đội du kích địa phương ở Mặt trận Dân tộc Giải phóng miền Nam Việt Nam. Theo tài liệu phía Việt Nam, qua một thời gian, Võ Văn Ba trốn khỏi địa phương lên làm ăn ở chợ Long Hoa (Tây Ninh). Qua một quá trình điều tra, tháng 2 năm 1960, Võ Văn Ba được Trưởng chi Cảnh sát Quốc gia quận Phú Khương Nguyễn Văn Yên tuyển mộ. Tháng 12 năm 1962, Võ Văn Ba cộng tác trực tiếp với Nguyễn Văn Phước (Năm Giáng) thuộc Ty Cảnh sát Tây Ninh, và đến tháng 4 năm 1963, nhờ hoạt động hiệu quả nên được CIA tuyển mộ, gia nhập Cục Cảnh sát Đặc biệt phụ trách, giúp đỡ để nằm vùng trong lực lượng Mặt trận Dân tộc Giải phóng miền Nam Việt Nam tỉnh Tây Ninh. Giữa năm 1963, chỉ sau ba tháng "xin trở lại phục vụ Cách mạng", Võ Văn Ba được trở lại sinh hoạt Đảng trong Đảng bộ Tây Ninh.
Cuối năm 1965, Võ Văn Ba trở thành Bí thư Chi bộ. Cuối năm 1968, Ba được bầu làm Huyện ủy viên dự khuyết Huyện ủy Hòa Thành. Năm 1970, Huyện ủy viên Huyện ủy Hòa Thành. Nguồn tin phương Tây còn cho hay, khoảng trước 1975, Võ Văn Ba giữ chức Bí thư Huyện ủy Phú Khương (Tây Ninh), chịu trách nhiệm tuyển mộ thành viên của đạo Cao Đài. Dù chỉ nằm vùng trong cấp huyện, nhưng do Tây Ninh là nơi Trung ương Cục miền Nam đóng giữ, nên Võ Văn Ba có thể tìm hiểu được nhiều thông tin quan trọng thông qua nhiều con đường khác nhau, không chỉ qua các văn bản gửi từ trên xuống. Trong khoảng thời gian này, Võ Văn Ba làm gián điệp cho cả CIA và Việt Nam Cộng hòa, cung cấp thông tin thông qua thư từ. Từ những thông tin do Ba cung cấp, quân đội Mỹ và Việt Nam Cộng hòa đã mở nhiều cuộc tấn công vào địa bàn của Mặt trận Dân tộc Giải phóng miền Nam Việt Nam ở Tây Ninh, gây ra những thiệt hại đáng kể. Tình báo quan trọng nhất được cung cấp là dự thảo kế hoạch phục vụ cho việc đàm phán và ký kết Hiệp định Paris (1973).

### Bị bắt và tự sát
Trước năm 1975, phía Mặt trận Dân tộc Giải phóng miền Nam Việt Nam từng có sự nghi ngờ về việc tồn tại gián điệp trong nội bộ, Võ Văn Ba đã tận dụng việc bản thân trùng tên với hai người thuộc Thường vụ Tỉnh ủy Tây Ninh để tạo bằng chứng giả khiến hai người đó bị bắt oan. Ngày 12 tháng 3 năm 1975, trong Chiến dịch Tây Nguyên, Chỉ huy CIA ở Cao nguyên Trung phần Jame Lewis cùng đặc vụ Nguyễn Sĩ Phong (hay Nguyễn Văn Phong, một số nguồn ghi là Phương) bị bắt giữ, sự tồn tại của X92 bị phát hiện. Dưới sự chỉ đạo của Thứ trưởng Bộ Công an Viễn Chi, ngày 30 tháng 4, Thiếu tá Phan Tấn Ngưu (Trưởng F đặc biệt Cao nguyên Trung phần) và Nguyễn Tấn Danh, người trực tiếp phụ trách X92 ở Tây Ninh, bị bắt. Từ hồ sơ và lời khai, Võ Văn Ba bị xác định danh tính và bị lực lượng điều tra dưới quyền Cục trưởng Cục Chấp pháp Cao Phòng bắt giữ.
Võ Văn Ba bị giam giữ ở Tổng nha Cảnh sát Việt Nam Cộng hòa cũ và được dự định bàn giao cho An ninh Trung ương Cục miền Nam xét xử. Ngày 8 tháng 6, Võ Văn Ba rút dây quần tự ải trong tù.

## Nhận xét
Frank Snepp, người từng là nhân viên CIA tại Đại sứ quán Hoa Kỳ tại Sài Gòn từ năm 1969 đến khi Sài Gòn thất thủ vào tháng 4 năm 1975, mô tả Võ Văn Ba là tài sản tình báo quan trọng nhất của cuộc chiến, nói rằng ông ấy tương đương với việc có một điệp viên trong hầm trú ẩn của Hitler.